# Бенто де Гоиш
Бенто де Го́иш или Бенедикт Го́иш (порт.  Bento de Góis, 1562, Вила-Франка-ду-Кампу — 11 апреля 1607, Сучжоу) — миссионер-иезуит, путешественник. Первый известный европеец, добравшийся до Китая из Индии через Центральную Азию. Бенто и его провожатый Исаак сумели доказать, что Катай из книг Марко Поло и Китай являются одним и тем же государством.

## Биография
Родился в городке Вила-Франка на одном из Азорских островов. О раннем детстве почти не сохранилось сведений. Впервые упоминается в хрониках в двадцатишестилетнем возрасте, в качестве солдата на одном из португальских кораблей по пути в Индию. Учитывая его образованность, скорее всего Бенто Гоиш готовился к службе при дворе. В Гоа вступил в орден иезуитов. В 1595 году вместе с внучатым племянником основателя ордена — Жеромом Ксаверием отправился в Лахор, столицу Могольской Индии. Благодаря этому опыту он научился говорить по-персидски, а также усвоил «сарацинские» то есть мусульманские обычаи.

## Предпосылки к путешествию
Долгое время считалось, что «Катай» со столицей «Ханбалык», описанный Марко Поло и Хетумом Патмичем в XIII веке является полулегендарной страной. Заново открывшие восток португальцы называли поднебесную «Сина», а её столицу «Печином». Таким образом, не было никаких поводов отнести эти два названия к одному государству, пока в 1598 году миссионер Маттео Риччи не был приглашен к императору Ваньли. Маттео Риччи первым высказал мысль о том, что возможно Ханбалык и Пекин идентичны.
Вдобавок ко всему, в 1598 году ко двору императора Акбара I приехал шестидесятилетний мусульманский купец, который заверил, что держит путь из Катая. Он подробно описал его города, серебряные рудники и также упомянул христиан, которые носили точно такие же шляпы, как иезуиты.
Это сообщение стало последним катализатором для организации исследовательской экспедиции в Китай.

## По пути в Катай
В Европе экспедицию одобрили папа Климент VIII и король Испании Филипп III, а в Индии Акбар I лично выделил из казны 600 золотых. Из числа братьев ордена для путешествия был выбран Бенто Гоиш.
Перед отправлением он принял армянское имя Исаи и переоделся в армянский торговый костюм. Без этих мер его бы задержали во многих странах, но в качестве армянина он мог пройти беспрепятственно. В Лахоре Бенто нанял проводника из числа местных жителей — армянина по имени Исаак, который жил там со своей семьей. В декабре 1602 года компаньоны примкнули к каравану, насчитывающему более пятисот человек, следовавшему в Кабул. По пути они посетили область Кафиристан, населенный дардскими народами и оставили описание некоторых обычаев местных жителей — «кафиров» то есть «неверных».
В Кабуле они встретили сестру правителя царства Кашгар по имени Аге Ханум, которая возвращалась из Мекки. Так как её средства подходили к концу, женщина договорилась с Бенто Гоишем и взяла у него в долг несколько сот золотых. Взамен она преподнесла им ценный кусок нефрита — товар, необходимый для того, чтобы удостоиться аудиенции у китайского императора.

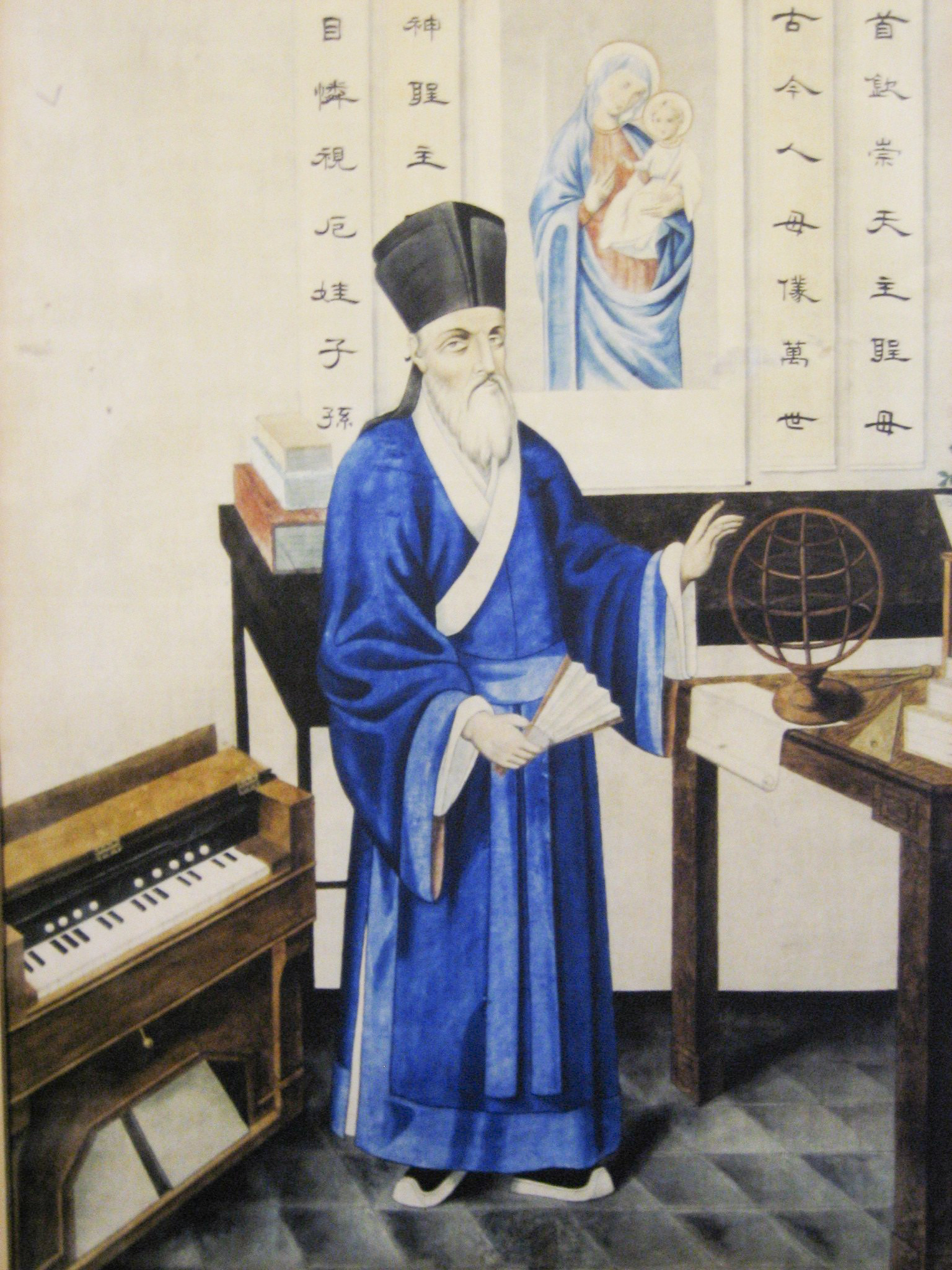
Отец Маттео Риччи, первый европеец побывавший в Запретном городе.

Затем они проследовали северным маршрутом — одолев хребет Гиндукуша, пройдя территории, подвластные хану Самарканда-Ферганы-Бухары. Через несколько месяцев они добрались до столицы царства Кашгар — города Ярканда, в западной части Таримской Впадины. Затем последовали оазис Аксу и «земли каракитаев» или «черных китайцев», область, где когда-то процветало царство Западное Ляо.
В неопознанном историками городе Киалис Бенто встретил другой караван, только что вернувшийся их Пекина. От торговцев он узнал, что в столице Катая действительно существует христианская община, во главе которой стоит Маттео Риччи. В доказательство мусульманские купцы продемонстрировали письмо, написанное на португальском наречии, которое держали при себе.Таким образом стало понятно, что «Китай» и «Катай» являются одним и тем же государством.
Как говорил историк Генри Юль: 
“...с этого момента Катай (Cathay) навсегда покидает страницы книг и поверхности карт. Остается только Китай (China) известный каждому человеку”

## Смерть Бенто Гоиша
Политика самоизоляции, проводимая империей Мин стала причиной того, что Бенто Гоиш и Исаак армянин оказались надолго задержаны в китайском городе Сучжоу, куда они приехали в декабре 1605 года. Иностранный караван формировался раз в несколько лет и лишь избранные могли отправиться в Пекин. Тем временем в самом Пекине братья уже знали об экспедиции Бенто Гоиша и ожидали его прибытия.
В отчаянии Бенто Гоиш посылал несколько сообщений Маттео Риччи. И лишь весной 1607 года в Сучжоу приехал молодой китаец, недавно принявший христианство, по имени Фердинанд. Но к тому моменту Гоиш уже тяжело болел. На одиннадцатый день, после приезда Фердинанда, он скончался. Как считали его соратники, Бенто мог быть отравлен местной сарацинской общиной. У купцов бытовал обычай делить между собой товары умершего товарища. Прежде всего пострадал драгоценный дневник Бенто Гоиша, куда он подробно записывал все детали пятилетнего путешествия. Возможно, другие полагали, что там содержатся имена должников и поэтому первым делом уничтожили дневник.

## Дальнейшее путешествие Исаака
Исаак оказался в тяжелом положении во власти сарацин, которые потребовали от него принять ислам. Чтобы разрешить дело, Фердинанд добился от наместника города Сучжоу судебного разбирательства, который длился целых пять месяцев. Чтобы отвратить сарацин, однажды Исаак и Фердинанд прямо перед судьей разложили стол и стали есть свинину, отчего остальные спешно стали покидать помещение.
Исаак с успехом добрался до Пекина, где с его слов Маттео Риччи записал все подробности путешествия, так как других источников у него не осталось. Затем армянин поехал на юг, где сел на корабль, направляющийся в Индию. По дороге было совершено пиратское нападение и Исаака бросили в трюм к рабам. Когда же капитан узнал, что один из его пленников только что побывал в Китае, он вызвал Исаака к себе и подробно записал его рассказ.
Добравшись до Индии, Исаак обнаружил, что во время его отсутствия вся его семья погибла. Он решил не ехать обратно в Могольскую Индию и поселился в подвластном португальцам городке Чауле, в шестидесяти километрах от современного Бомбея.

## Память
В 1907 году был установлен памятник Бенто Гоишу на площади в городе Вила-Франка-ду-Кампу, работы скульптора Симоша дель Альмейды.